# 城北街道 (西乡县)
城北街道，是中华人民共和国陕西省汉中市西乡县下辖的一个街道办事处。
2015年，陕西省民政厅批复同意撤销西乡县城关镇，设立城北街道办事处和城南街道办事处；将沙河镇的枣园村划归城北街道办事处。

## 行政区划
城北街道下辖以下地区：
进站路社区、莲花路社区、结友社区、西大街社区、南关社区、东大街社区、城内街社区、鹿龄路社区、前锋村、乔山村、陈沟村、青龙村、四季河村、三友村、北坝村、附溪村、云盘村、莲花村、二里村、余家山村、十里村、漆树沟村、古元村、史家湾村和枣园村。